# 414 a.C.
Il 414 a.C. (CDXIV a.C. in numeri romani) è un anno  del V secolo a.C.

## Eventi
- Siracusa viene assediata dalla flotta ateniese, e la stessa viene distrutta dalla flotta di Sparta, alleata della città siciliana.
- Definitiva rottura della Pace di Nicia
- Roma
  - Tribuni consolari Gneo Cornelio Cosso, Quinto Fabio Vibulano Ambusto II, Lucio Valerio Potito e Marco Postumio Regillense.
  - I romani sconfiggono gli Equi e saccheggiano Bola.

## Morti
- Lamaco, militare ateniese
- Marco Postumio Regillense, politico e militare romano